# Da'irat al-Mukhabarat al-Amma
Dāʾirat al-Mukhābarāt al-ʿĀmma (in arabo دائرة المخابرات العامة‎?) è il nome del servizio di Intelligence operante in Giordania, creato nel 1952.
La sua area di attività comprende tutto il bacino vicino-orientale e collabora tra gli altri col Regno Unito e con gli Stati Uniti d'America.
Recentemente il Re Abd Allah II di Giordania ha sostituito al suo vertice Muḥammad Raqqād con il generale  Fayṣal al-Shūbakī.